# أيفي جو هنتر
أيفي جو هنتر (بالإنجليزية: Ivy Jo Hunter)‏ هو كاتب أغاني وملحن ومنتج أسطوانات أمريكي، ولد في 28 أغسطس 1940.

## وصلات خارجية
- أيفي جو هنتر على موقع IMDb (الإنجليزية)
- أيفي جو هنتر على موقع ميوزك برينز (الإنجليزية)
- أيفي جو هنتر على موقع أول ميوزيك (الإنجليزية)
- أيفي جو هنتر على موقع ديسكوغز (الإنجليزية)